# A Viharisten eltűnése
A Viharisten eltűnése című hettita mítosz huszonkét töredékből összeállított – de még így is erősen hiányos – szöveg. A hettita szövegek katalógusában a 325. sorszámot kapta (CTH#325). Csatlakozik az eltűnő és visszatérő (meghaló és feltámadó) természetistenek mítoszaihoz, mint amilyen Telipinusz, Hannahannah, vagy a nap- és holdistenek. Főszereplője a hettita panteon főistene, az istenek királya, a Viharisten, akit általában csak a dIM 𒀭𒅎 jelekkel írnak.

## A mítosz szövege
| A dokumentum szövege | A dokumentum szövege                                                                           | A dokumentum szövege                                                                                  | A dokumentum szövege                                                      | A dokumentum szövege                                        |
| cella                | sor                                                                                            | közvetlen átírás                                                                                      | normalizált átírás                                                        | fordítás                                                    |
| -------------------- | ---------------------------------------------------------------------------------------------- | --- | ------------------------------------------------------------------------- | ----------------------------------------------------------- |
| 1. §                 | 1.                                                                                             | […]x                                                                                                  | …                                                                         | …                                                           |
| 1. §                 | 2.                                                                                             | […]-⌐iš¬ LAL3                                                                                         | …-iš LÀL                                                                  | … méz                                                       |
| 1. §                 | 3.                                                                                             | […]x                                                                                                  | …                                                                         | …                                                           |
| 2. §                 | 4.                                                                                             | […]x an-da-an SIG5-ya-ta                                                                              | … andān SIG5-yata                                                         | (valami)ben jó(l) volt                                      |
| 2. §                 | 5.                                                                                             | […]x e-ša-at                                                                                          | … ešāt                                                                    | … ült …                                                     |
| 2. §                 | 6.                                                                                             | […] an-da-an […]                                                                                      | … andān …                                                                 | (valami)ben                                                 |
| 2. §                 | 7.                                                                                             | [U2-U]L-wa-at-ta                                                                                      | ÚL-wātta                                                                  | ő (ne)m                                                     |
| 2. §                 | 8.                                                                                             | […] NIT[A2? …]x SIG5-in […]                                                                           | … NÍTA? … SIG5-in …                                                       | … férfias … jó …                                            |
| 2. §                 | 9.                                                                                             | […]x ki-i n[i-…]-et                                                                                   | … kī ni(…)et                                                              | … ezt …                                                     |
| 2. §                 | 10.                                                                                            | […]                                                                                                   | …                                                                         | …                                                           |
| 2. §                 | 11.                                                                                            | [ki?-n]u-un-wa […]                                                                                    | kinūnwa …                                                                 | most …                                                      |
| 3. §                 | 12.                                                                                            | […-n]a-aš-ši-iš u2-[…]x                                                                               | …nāššīš ú…                                                                | … lehetséges …                                              |
| 3. §                 | 13.                                                                                            | […u2]-wa-te-et                                                                                        | …úwatēt                                                                   | … hozott                                                    |
| 3. §                 | 14.                                                                                            | ku-x[…]                                                                                               | ku-                                                                       | …                                                           |
| 3. §                 | 15.                                                                                            | […]x-et                                                                                               | …et                                                                       | …                                                           |
| 3. §                 | 16.                                                                                            | nu-wa-at-t[a…]-aḫ-da                                                                                  | nuwātt[a…]-aḫda                                                           | hozzá(?)                                                    |
| 3. §                 | 17.                                                                                            | […-w]a-mu DUḪ.LAL3 pa-iš                                                                              | …wamu DUḪ.LÀL paiš                                                        | … kaptam viaszt                                             |
| 3. §                 | 18.                                                                                            | […-w]a-mu GEŠTIN-an pa-iš                                                                             | …wamu GEŠTIN-an paiš                                                      | … kaptam bort                                               |
| 3. §                 | 19.                                                                                            | x[… NUM]UN?                                                                                           | … NUMUN? …                                                                | … mag(?-ot?)                                                |
| 3. §                 | 20.                                                                                            | […]x-ya-aḫ-da ¬¬¬                                                                                     | …yāḫda                                                                    | (?)                                                         |
| 4. §                 | 21.                                                                                            | […]x tar-aš-kan2-zi                                                                                   | … taraškánzi                                                              | … mondják:                                                  |
| 4. §                 | 22.                                                                                            | SIG5-in-wa […                                                                                         | SIG5-inwa …                                                               | jó …                                                        |
| 4. §                 | 23.                                                                                            | [D]UMU.LU2.U19.LU-ma-wa ma-aḫ-ḫa-an […]                                                               | DUMU.LÚ.U19.LU-mawa māḫḫān …                                              | mint egy ember, de …                                        |
| 4. §                 | 24.                                                                                            | [… ḫal-z]i-iš-ten2                                                                                    | … ḫalzīštén                                                               | … (neve)zte őt                                              |
| 4. §                 | 25.                                                                                            | […]-nu-wa AN.BAR-aš GIR2-an […]                                                                       | …nuwa AN.BAR-aš GÍR-an …                                                  | a vas tőr(t?) …                                             |
| 4. §                 | 26.                                                                                            | […] dZUEN ši-e-et-ta                                                                                  | … dZUEN šiētta                                                            | … Szín (a holdisten) felszökött                             |
| 4. §                 | 27.                                                                                            | […]x-ke-e-ni DINGIRMEŠ […]                                                                            | …-kēni DINGIRMEŠ                                                          | … az istenek …                                              |
| 4. §                 | 28.                                                                                            | […]x LU2ŠU.GI MUNUSŠU.GI […]                                                                          | … mŠU.GI fŠU.GI …                                                         | … az idős férfi és az öregasszony …                         |
| 4. §                 | 29.                                                                                            | […-š]a?-ni-ši                                                                                         | …-šaniši                                                                  | …                                                           |
| 4. §                 | 30.                                                                                            | […]-nu-wa GU4ḪI.A […]                                                                                 | …nuwa GU4ḪI.A                                                             | …t a szarvasmarhák …                                        |
| 4. §                 | 31.                                                                                            | [n]u-wa-at-ta LU2ŠU.GI                                                                                | nuwātta LÚŠU.GI                                                           | és az öregember …                                           |
| 4. §                 | 32.                                                                                            | […]x a-ru-⌐e-eš¬-kan2-⌐du¬                                                                            | … aruēškándu                                                              | mindig adóznia kell                                         |
| 4. §                 | 33.                                                                                            | […-t]a-ti                                                                                             | …tati                                                                     | …                                                           |
| 5. §                 | 34.                                                                                            | […]x                                                                                                  | …                                                                         | …                                                           |
| 5. §                 | 35.                                                                                            | [GIŠlu-ut-ta-i kam-ma-ra-aš e-ep-ta]?                                                                 | GIŠlūttai kammarāš ēpta?                                                  | (pára lepte el az ablakot,?)                                |
| 5. §                 | 36.                                                                                            | É-[er-ma tu-uḫ-ḫu-wa-iš]? e-ep-t[a]                                                                   | É-erma tūḫḫuwaiš? ēpta                                                    | (a füst azonban?) elle(pte a templomot?)                    |
| 5. §                 | 37.                                                                                            | [INA GUNNI-ša-an an-da-an GIŠkal-mi-i-še-ne-eš]? ⌐u2¬-e-šu-ri-y[a-an-ta-ti]                           | INA GUNNI-šān andān GIŠkalmīšenēš? wešuriyāntati                          | (a tűzhelyen?) megfullad(tak a fahasábok)                   |
| 6. §                 | 38.                                                                                            | [iš-ta-na-na-aš an-da-an DINGIRMEŠ we-šu-ri-ya-an-ta-ti]?                                             | ištananāš andān DINGIRMEŠ wešuriyāntati?                                  | (ezért az oltár talpánál megfulladtak az istenek)           |
| 6. §                 | 39.                                                                                            | [INA] TUR3 an-da-[an UDUḪI.A we-šu-ri-ya-an-ta-ti]                                                    | INA TÙR andān UDUḪI.A wešuriyantāti                                       | (ekkor) a bárányok megfulladtak a karámban                  |
| 6. §                 | 40.                                                                                            | [INA É.GU4-kan an-da-an GU4Ḫ]I.A [we-šu-ri-ya-an-ta-ti]                                               | INA É.GU4-kan andān GU4ḪI.A wešuriyāntati                                 | (és) a marhák a jászolnál                                   |
| 6. §                 | 41.                                                                                            | [UDU-uš-za SILA4-SU me-em-ma-aš]                                                                      | UDU-ušza SILA4-SU mēmmāš                                                  | a birkák és bárányok tolongtak                              |
| 6. §                 | 42.                                                                                            | [GU4=m]a AMAR-ŠU me-em-ma-aš                                                                          | GU4-ma AMAR-ŠU mēmmāš                                                     | és tolongtak a marhák és borjúk                             |
| 7. §                 | 43.                                                                                            | [ne-pi-ša-aš dIM-aš ar-ḫa i-ya-an-ni-iš]                                                              | nepišāš dIM-aš arḫa iyānnīš                                               | a Viharisten az égi erődbe ment                             |
| 7. §                 | 44.                                                                                            | [u2-e]-el-lu-i [mar-ma-ra-aš an-da-an man-ni-it-ti-in šal-ḫi-it-ti-]⌐in¬ [iš-pi-ya-tar-ra-a pe-ed-aš] | wēllui marmarāš andān mannīttīn šalḫīttin išpiyatarr=a pēdaš              | a virágzó, termékeny réteket és lápokat vitte magával       |
| 7. §                 | 45.                                                                                            | [pa-it-aš dIM-a]š                                                                                     | paitaš dIM-aš                                                             | (és) ment a Viharisten                                      |
| 7. §                 | 46.                                                                                            | nu nam-ma ḫal-ki-iš [ZIZ2-tar UL ma-a-i]                                                              | nu namma ḫalkīš ZÍZ-tar UL māi                                            | a gabona és a gyümölcsök nem nőttek többé                   |
| 7. §                 | 47.                                                                                            | [nu-za GU3ḪI.A UDUḪI.A DUMU.L]U2.U19.LU UL [ar-maḫ-ḫa-an-zi]                                          | nuza GU4ḪI.A UDUḪI.A DUMU.LÚ.U19.LU UL armaḫḫānzi                         | a marhák, birkák és emberek nem lettek várandósak többé     |
| 7. §                 | 48.                                                                                            | [ar-ma-u-wa-an-te-eš-a k]u2-i-e-eš nu-za a-pe2-e-za [UL ḫa-aš-ša-an-zi]                               | armauwanteša kwiēš nuza apēza UL ḫaššānzi                                 | ha mégis, szülni nem akartak                                |
| 8. §                 | 49.                                                                                            | [ ḪUR.SAGḪI].⌐A¬ ḫa-a-t[e-er]                                                                         | ḪUR.SAGḪI.A ḫātēr                                                         | a hegyek kiszáradtak                                        |
| 8. §                 | 50.                                                                                            | [ GIŠḪI.A-ru ḫa-a]z-ta                                                                                | GIŠḪI.A-ru ḫāzta                                                          | az erdő fái elszáradtak                                     |
| 8. §                 | 51.                                                                                            | na-aš-ta GIŠpar2-aš-d[u-uš] [UL we-ez-zi]                                                             | nāšta GIŠpárašdūš UL wēzzi                                                | és nem lett (több) facsemete                                |
| 8. §                 | 52.                                                                                            | [u2-e-ša-e-e]š ḫa-a-t[e-er]                                                                           | wešaēš ḫātēr                                                              | a legelők kiszáradtak                                       |
| 8. §                 | 53.                                                                                            | PU2ḪI.A ḫa-az-ta                                                                                      | PÚḪI.A ḫāzta                                                              | (és) a források is elapadtak                                |
| 9. §                 |                                                                                                | |                                                                           |                                                             |
| 54.                  | GAL-iš-za dU[TU-u]š EZE[N4-an ye-et]                                                           | GAL-išza dUTU-uš EZEN4-an yēt                                                                         | a nagy napisten szerzett egy szilárd                                      |                                                             |
| 55.                  | […nu-za L]I-⌐IM¬ DINGIRMEŠ ḫal-za-a-iš                                                         | …nu-za LI-IM DINGIRMEŠ ḫalzāiš                                                                        | …(és) összehívta az (ezer) istent                                         |                                                             |
| 56.                  | e-te-er-za                                                                                     | etērza                                                                                                | evett                                                                     |                                                             |
| 57.                  | [ne-ez UL iš-pi2]-⌐e-er¬                                                                       | nēz UL išpíēr                                                                                         | (de) nem csillapította éhségét                                            |                                                             |
| 58.                  | e-ku-⌐er¬                                                                                      | ekwer                                                                                                 | (aztán) ivott                                                             |                                                             |
| 59.                  | ⌐ne¬-ez U2-UL ḫa-aš-ši-ik-k[e-er]                                                              | nēz Ú-UL ḫāššīkkēr                                                                                    | (de) nem csillapította szomját                                            |                                                             |
| 60.                  | [dIM-aš at-t]a-aš DINGIRMEŠ-aš tar-⌐ši-ik¬-ke-ez-zi                                            | dIM-aš attāš DINGIRMEŠ-aš taršīkkēzzi                                                                 | a viharisten apja beszélt az istenekhez                                   |                                                             |
| 61.                  | DUMU-⌐YA¬-w[a-kan2 an-da-an NU.GAL2]                                                           | DUMU-YA-wakán andān NU.GÁL                                                                            | a fiam nincs itt                                                          |                                                             |
| 62.                  | [ša]-a-et-wa-ra-an-za                                                                          | šāetwarānza                                                                                           | (és ő) haragos                                                            |                                                             |
| 63.                  | nu-wa-az ḫu-u-ma-an a-a[š-šu pe2-e-da-aš]                                                      | nuwāz ḫūmān āššu pēdāš                                                                                | (és) minden jót elvitt                                                    |                                                             |
| 64.                  | [ḫal-k]i-in dim-mar-ni-⌐in¬ šal-ḫa-an-ti-i[n ma-an-ni-i]t-⌐ti¬-in iš-pi2-ya-tar-ra pe2-e-da-aš | ḫalkīn dimmarnīn šalḫāntīn mānnīttīn išpíyatarra pēdāš                                                | elvitte a gabonát, a termékenységet, a termést, a növekedést és fejlődést |                                                             |
| 10. §                | 65.                                                                                            | [DINGIRMEŠ GAL.GAL DINGIRMEŠ TUR dIM-a]n ša-an-ḫi-⌐iš-ki¬-u-wa-⌐an da-a¬-er                           | DINGIRMEŠ GAL.GAL DINGIRMEŠ TUR dIM-an šānḫīškuwān dāer                   | a nagy és kis istenek (is) keresni kezdték a viharistent    |
| 10. §                | 66.                                                                                            | [dUTU-uš ḫa-a-ra-n]a-an li-li-wa-an-da-⌐an¬ [IŠ-PU]R                                                  | dUTU-uš ḫāranān liliwāndān IŠ-PUR                                         | a napisten a fürge sast küldte el                           |
| 10. §                | 67.                                                                                            | i-it-wa-ra-aš-ta [par2-ga-mu]-uš ḪUR.SAGMEŠ-uš ša-an-ḫa                                               | ītwarāšta [párgam]ūš ḪUR.SAGMEŠ-uš šānḫa                                  | (aki) felkereste a magas hegyeket                           |
| 10. §                | 68.                                                                                            | ḫa-a-ri-uš-kan2 ḫal-⌐lu¬-w[a-m]u-uš […]                                                               | ḫāriuškán ḫalluwamūš […]                                                  | (és) mély völgyeket                                         |
| 10. §                | 69.                                                                                            | [ḫu-u]n-ḫu-eš-šar-kan2 ku-wa-li-u2 ša-an-ḫa                                                           | ḫūnḫueššarkán kuwaliú šānḫa                                               | (és) felkereste a mozdulatlan vizeket                       |
| 11. §                | 70.                                                                                            | [ḫa-a-ra-aš pa-i]t                                                                                    | [ḫāraš pai]t                                                              | ment a sas                                                  |
| 11. §                | 71.                                                                                            | na-an U2-UL u2-e-⌐mi¬-i-e-et                                                                          | nān Ú-UL wemiyēt                                                          | és nem találta                                              |
| 11. §                | 72.                                                                                            | ḫa-a-ra-aš li-li-wa-az [dUTU-i ḫa-lu-k]an2 pe2-e-da-aš                                                | ḫārāš liliwāz dUTU-i ḫalukán pēdāš                                        | a gyors sas meghozta a hírt a napistennek                   |
| 11. §                | 73.                                                                                            | par2-ga-mu-uš-kan2 ḪUR.SAGMEŠ-uš ša-an-ḫu-un                                                          | párgamūškán ḪUR.SAGMEŠ-uš šānḫūn                                          | felkerestem a magas hegyeket                                |
| 11. §                | 74.                                                                                            | [ḫa-a-ri-uš-ka]n2 ḫal-lu-u-wa-mu-uš KI.MIN                                                            | ḫāriuškán ḫallūwamūš KI.MIN                                               | a mély völgyeket                                            |
| 11. §                | 75.                                                                                            | ḫu-wa-ḫu-eš-šar-kan2 ku-wa-le-e [ša-an-ḫu-u]n                                                         | ḫuwaḫueššarkán kuwalē šānḫūn                                              | felkerestem a csendes vizeket (is)                          |
| 11. §                | 76.                                                                                            | Ú-UL?na-at-ta-an AK-ŠU-UD ne-pi2-ša-aš dIM-an                                                         | Ú-UL?nātta-an AK-ŠU-UD nepíšāš dIM-an                                     | (de) nem találtam a viharistent az egekben (sem)            |
| 12. §                | 77.                                                                                            | [dIM-aš] at-ta-aš ḫu-uḫ-ḫi-iš-ši pa-it                                                                | dIM-aš attāš ḫūḫḫīšši pait                                                | a viharisten apja ment a nagyapjához                        |
| 12. §                | 78.                                                                                            | nu-uš-ši tar-ši-ke-ez-zi                                                                              | nūšši taršikēzzi                                                          | és mondja:                                                  |
| 12. §                | 79-                                                                                            | [ku-iš-w]a ku-iš wa-aš-ta-aš                                                                          | kwišwa kuiš wāštāš                                                        | „aki mindig vétkezett                                       |
| 12. §                | 80.                                                                                            | nu-wa NUMUNḪI.A-an ḫar-ak-ta                                                                          | nuwa NUMUNḪI.A-an ḫarakta                                                 | a vetőmag tönkrement                                        |
| 12. §                | 81.                                                                                            | nu-wa ku-it-ta [ḫa]-⌐a¬-az-ta                                                                         | nuwa kuitta ḫāzta                                                         | és minden kiszáradt”                                        |
| 12. §                | 82.                                                                                            | ḫu-uḫ-ḫa-aš-ša-aš te-e-et                                                                             | ḫūḫḫāššāš tēt                                                             | a nagyapa mondja:                                           |
| 12. §                | 83.                                                                                            | Ú-UL(na-at-ta?) ku-iš-ki wa-aš-ta-aš                                                                  | Ú-UL(nātta?) kuiški wāštāš                                                | „senki sem vétkezett                                        |
| 12. §                | 84.                                                                                            | [z]i-ik-pat2 mi-nu wa-aš-ta-at-ta                                                                     | zīkpát minu wāštātta                                                      | csak mi vétkeztünk”                                         |
| 12. §                | 85. §                                                                                          | UM-M[A AB]I dIM                                                                                       | UMMA ABI dIM                                                              | a viharisten (apja) válaszolt:                              |
| 12. §                | 86. §                                                                                          | U2-UL-wa u2-uk wa-aš-ta-aḫ-ḫu-un                                                                      | Ú-UL-wa ūk wāštāḫḫūn                                                      | „én nem vétkeztem”                                          |
| 12. §                | 87. §                                                                                          | [ḫu-uḫ-ḫa-aš]-⌐ši-ša¬ te-et                                                                           | ḫūḫḫāššiša tēt                                                            | (de) nagyapa mondta:                                        |
| 12. §                | 88. §                                                                                          | [ki]-⌐i¬ ut-⌐tar¬ u-ur-ki-ya-a-[mi]                                                                   | kī uttar ūrkiyāmi                                                         | „folytasd (a keresést)                                      |
| 12. §                | 89.§                                                                                           | nu-ut-tak2-kan2 ku-e-mi                                                                               | nūttákkán kwemi                                                           | és öld meg                                                  |
| 12. §                | 90.§                                                                                           | ⌐nu¬ i-it [dIM]-an ša-an-ḫa                                                                           | nu īt dIM-an šānḫa                                                        | most menj (és) keresd a viharistent”                        |
| 13. §                | 91.                                                                                            | d[I]M-na-aš at-ta-aš dgul-ša-aš dNIN.TU kat-ta-an pa-it                                               | dIM-nāš attāš dgulšāš dNintu kattān pait                                  | a viharisten apja lement a sorsistennőhöz és Hannahannahhoz |
| 13. §                | 92.                                                                                            | UM-MA dgul-ša-aš dNIN.TU-aš                                                                           | UMMA dgulšāš dNintu-aš                                                    | lent (kérdezte) a sors és az anyaistennő:                   |
| 13. §                | 93.                                                                                            | dIM-na-aš at-ta-aš                                                                                    | dIM-nāš attāš                                                             | „Viharisten apja,                                           |
| 13. §                | 94.                                                                                            | [ku-it]-wa u2-wa-aš                                                                                   | kwitwa úwāš                                                               | miért jöttél?”                                              |
| 13. §                | 95.                                                                                            | UM-MA A-⌐BI d¬IM                                                                                      | UMMA ABI dIM                                                              | a viharisten (apja) válaszolt:                              |
| 13. §                | 96.                                                                                            | dIM-na-aš-za ša-a-et                                                                                  | dIM-nāšza šāet                                                            | „A viharisten dühös volt                                    |
| 13. §                | 97.                                                                                            | [nu-w]a ⌐ku¬-it-ta ḫa-[a-az-ta]                                                                       | nuwa kwitta ḫāzta                                                         | és minden kiszáradt                                         |
| 13. §                | 98.                                                                                            | nu-wa ut!-ne-e ḫar-ak-ta                                                                              | nuwa utnē ḫarakta                                                         | és a föld tönkrement                                        |
| 13. §                | 99.                                                                                            | at-ta-aš-mi-ša-wa t[ar-aš-ke-ez-zi]                                                                   | attāšmišawa taraškēzzi                                                    | apám mondta:                                                |
| 13. §                | 100.                                                                                           | tu-e-el-wa wa-⌐aš¬-t[a-i]š                                                                            | tuēlwa wāštaiš                                                            | »ez gonoszság,                                              |
| 13. §                | 101.                                                                                           | nu-wa ut-tar u-ur-ki-ya-mi                                                                            | nuwa uttar ūrkiyami                                                       | derítsd ki a dolgot                                         |
| 13. §                | 102.                                                                                           | nu-wa-tak2-kan2 ku-e-⌐mi¬                                                                             | nuwatákkán kuemi                                                          | és öld meg őt«                                              |
| 13. §                | 103.                                                                                           | ⌐ki¬-nu-na-wa ma-a-an i-ya-mi                                                                         | kinunawa mān iyami                                                        | most mit tegyek,                                            |
| 13. §                | 104.                                                                                           | ku-it-wa ⌐ki-i¬-[ša-at]                                                                               | kwitwa kīšāt                                                              | mi történjen?”                                              |
| 13. §                | 105.                                                                                           | UM-MA dNIN.TU                                                                                         | UMMA dNintu                                                               | Hannahannah ezt mondta:                                     |
| 13. §                | 106.                                                                                           | le-e-wa-at-ta na-a-ḫi                                                                                 | lēwātta nāḫi                                                              | „Ne félj,                                                   |
| 13. §                | 107.                                                                                           | tu-el-ku wa-[aš-ta-iš]                                                                                | tuelku wāštaiš                                                            | ezt a galádságot                                            |
| 13. §                | 108.                                                                                           | u2-ga-at SIG5-zi-ya-mi                                                                                | úgāt SIG5-ziyami                                                          | rendbe hozod                                                |
| 13. §                | 109.                                                                                           | Ú-UL-ak-ku tu-[e-el wa-aš-ta-iš]                                                                      | Ú-UL-akku tuēl wāštaiš                                                    | ezt a gonoszságot                                           |
| 13. §                | 110.                                                                                           | u2-ga-at SIG5-zi-ya-mi                                                                                | úgāt SIG5-ziyami                                                          | rendbe hozod                                                |
| 13. §                | 111.                                                                                           | ⌐i¬-it [dIM]-an š[a-an-ḫa]                                                                            | īt dIM-an šānḫa                                                           | mész és felkutatod a viharistent                            |
| 13. §                | 112.                                                                                           | ḫu-uḫ-ḫa-aš-ši-iš na-a-u2-i iš-ta-⌐ma¬-[aš-zi]                                                        | ḫūḫḫāššīš nāúi ištamāšzi                                                  | a nagyapja (még) nem hallotta”                              |
| 13. §                | 113.                                                                                           | UM-MA A-BI dIM                                                                                        | UMMA ABI dIM                                                              | A viharisten apja így válaszolt:                            |
| 13. §                | 114.                                                                                           | |                                                                           |                                                             |